# Hospital de St. Mary's
El Hospital de St. Mary's es un hospital NHS en Paddington, Ciudad de Westminster, Londres, fundado en 1845.
Hasta 1988 el hospital era conocido como St Mary's Hospital Medical School, parte de la Universidad de Londres.
En 1988 se fusionó con el Imperial College London, y luego con Charing Cross y Westminster Medical School en 1997 para formar el Imperial College School of Medicine. En 2007, el Imperial College se convirtió en una institución independiente cuando se retiró de la Universidad de Londres.

## Historia

### Desarrollo del hospital

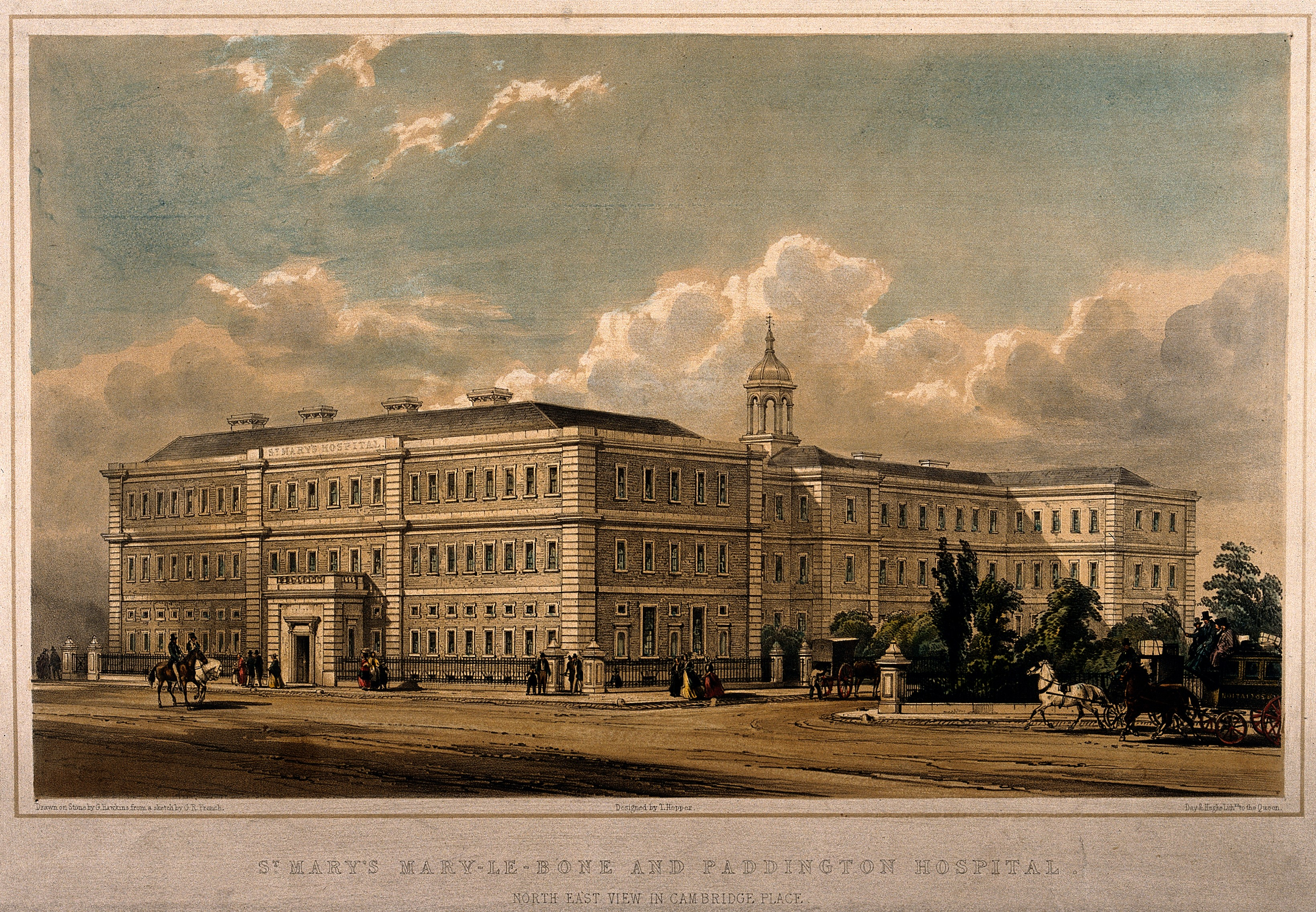
El edificio original

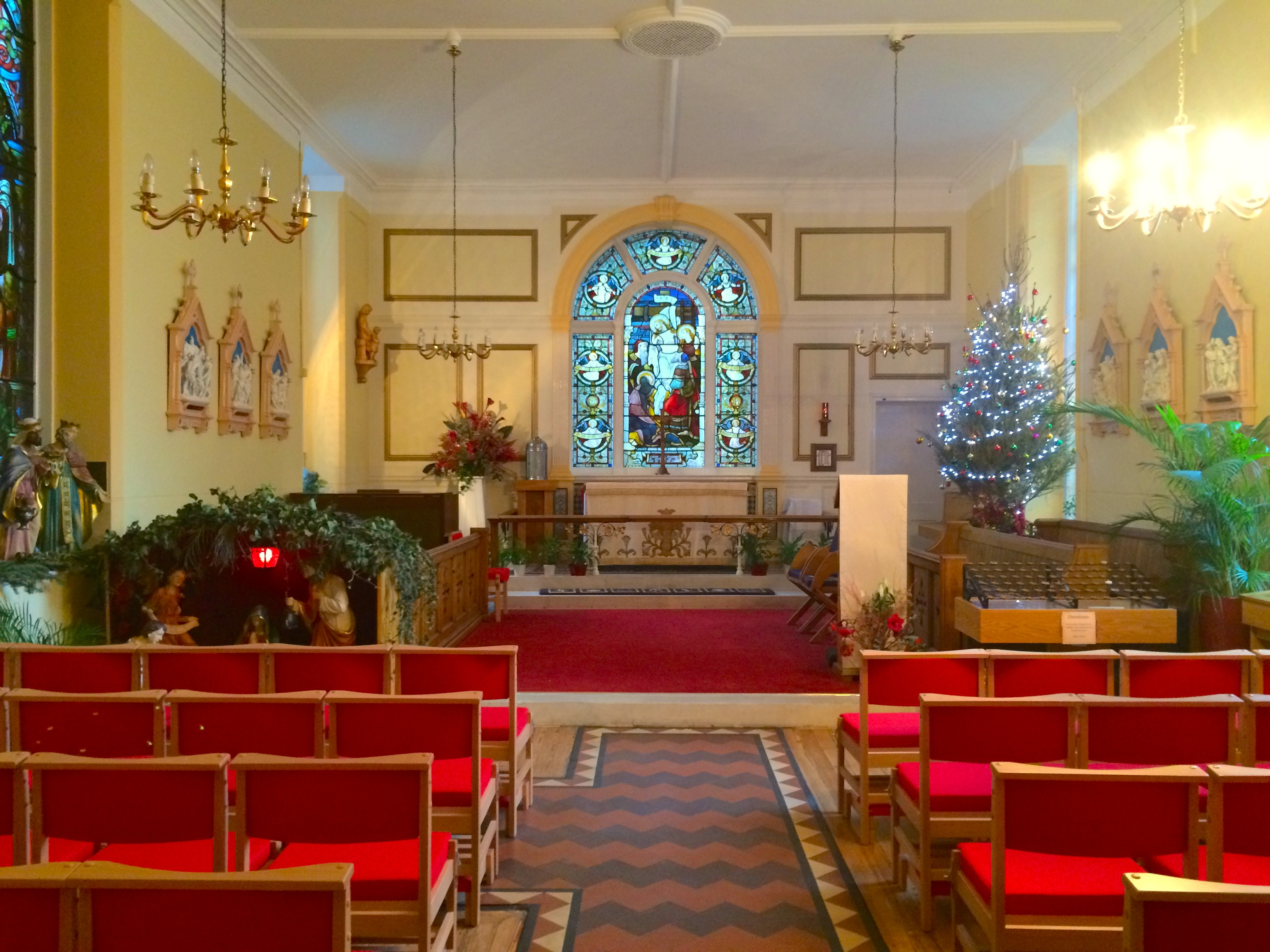
La capilla del Hospital de St. Mary's

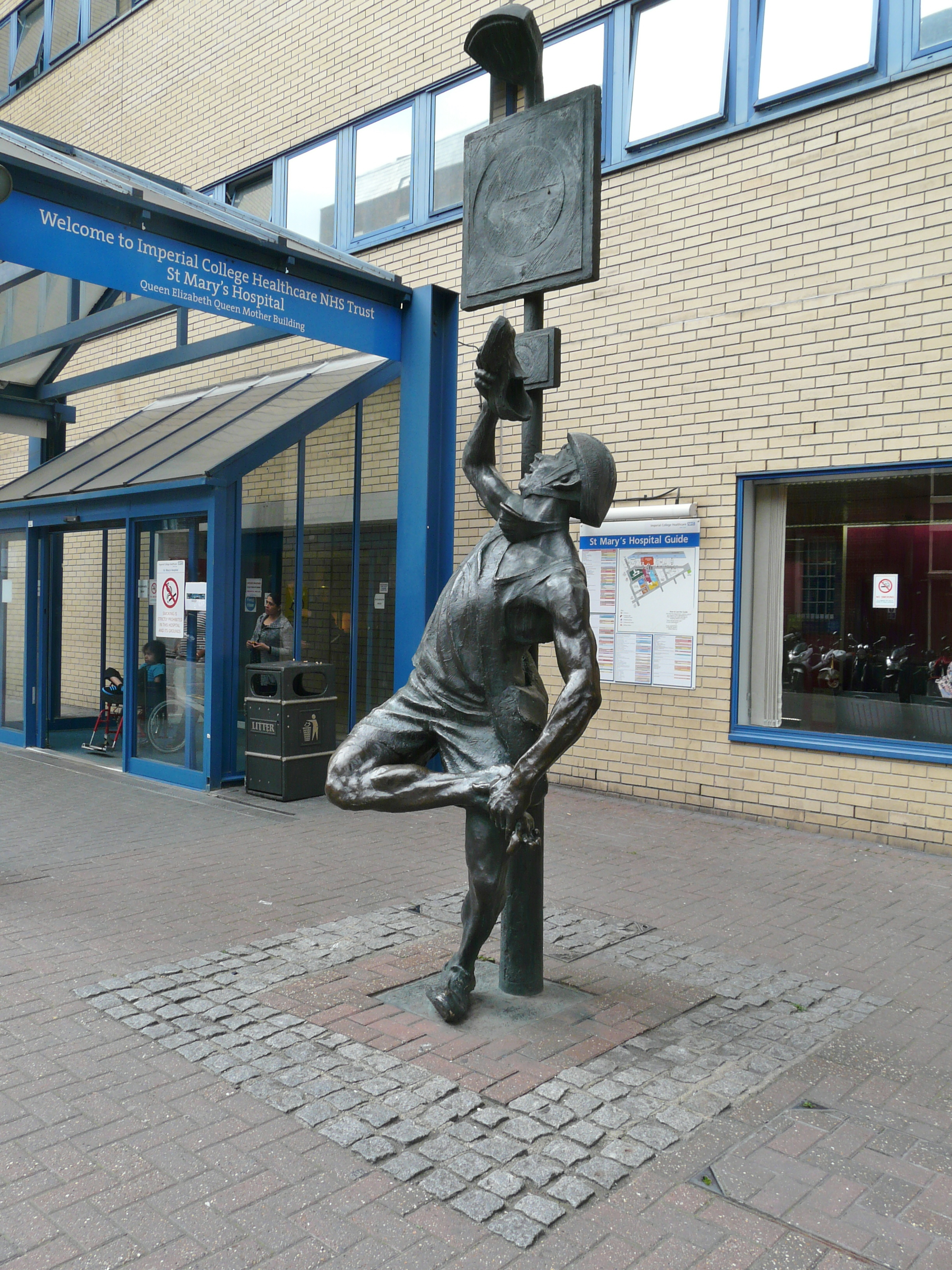
El mensajero, escultura de Allan Sly

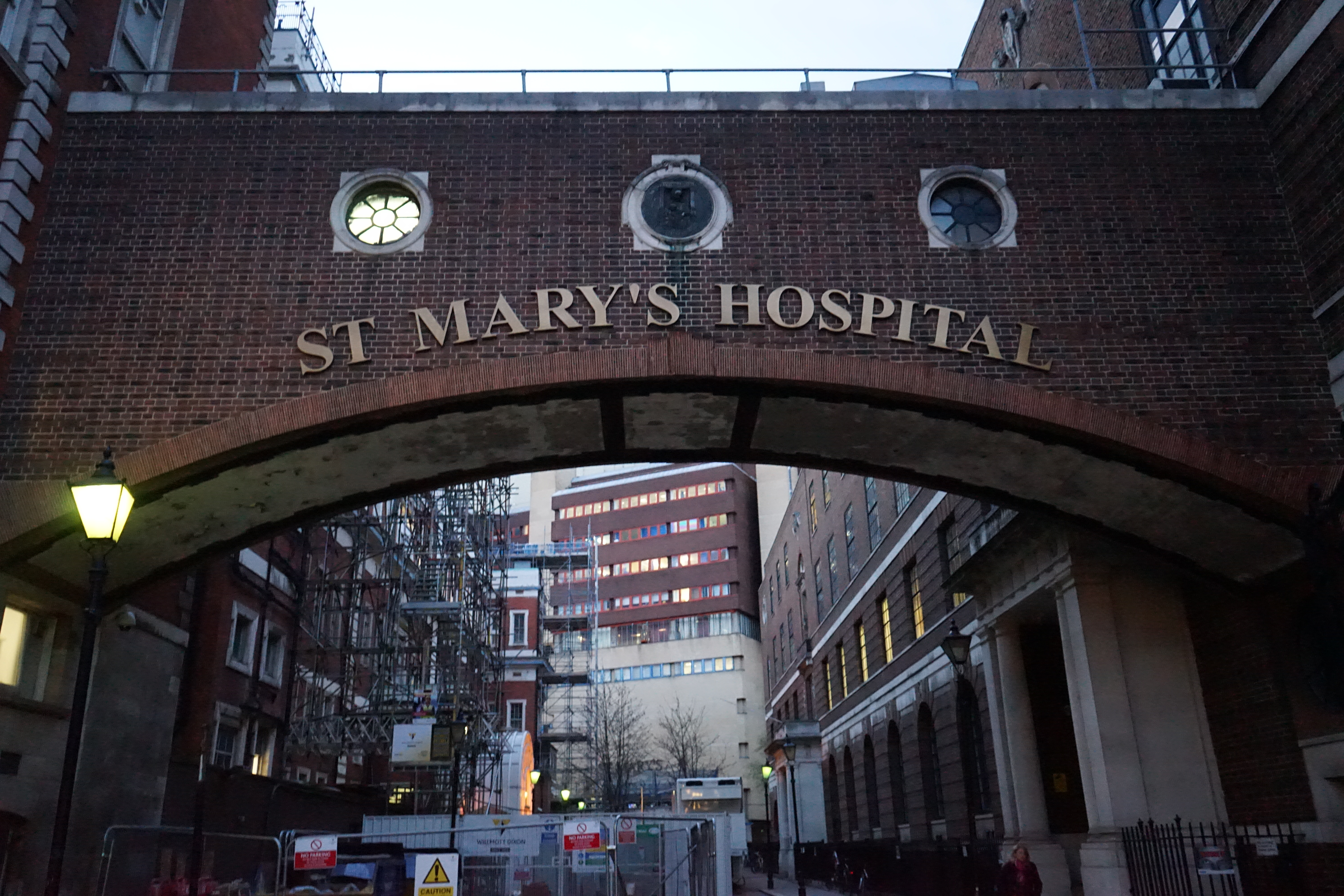
Entrada antigua al Hospital de St. Mary's

El edificio original fue diseñado por Thomas Hopper al estilo clásico. Abrió por primera vez en 1851, el último de los hospitales de voluntarios en ser fundado. Entre sus fundadores estaban el cirujano Isaac Baker Brown, una figura controvertida que realizó numerosas clitoridectomías en el hospital de mujeres y que «se disponía a extirpar el clítoris en cuanto podía». Fue en el Hospital de St. Mary's que C.R. Alder Wright sintetizó por primera vez diamorfina en 1874.
El Clarence Memorial Wing, diseñado por William Emerson, abrió sus puertas en 1904. Fue en ese hospital donde Alexander Fleming descubrió la penicilina en 1928. El laboratorio de Fleming ha sido restaurado e incorporado a un museo dedicado a su descubrimiento, vida y trabajo.
El Ala Lindo privada (en inglés: Lindo wing), donde se ha dado lugar a nacimientos de la realeza y de otras celebridades, abrió en noviembre de 1937; fue financiada por Frank Charles Lindo, un empresario y miembro del hospital, que hizo una gran donación antes de su muerte en 1938.
Después de la publicación de Sir William Goodenough en 1944, que determinaba un tamaño mínimo para hospitales de enseñanza, y la formación del Servicio Nacional de Salud en 1948, varios hospitales locales se afiliaron al Hospital de St. Mary's. Estos incluyeron al Paddington General Hospital, el Samaritan Hospital for Women y el Western Eye Hospital.
En los 50s, Felix Eastcott, un cirujano y director de la unidad de operaciones del Hospital de St. Mary's, llevó a cabo un trabajo pionero para reducir el riesgo de accidente cerebrovascular. El Paddington General Hospital cerró y se relocalizó en Paddington en noviembre de 1986 y, como ocurrió con otros hospitales de enseñanza londinenses que perdieron su independencia, la escuela médica del Hospital de St. Mary's se unió al Imperial College London en 1988.

### Nacimientos notables
Realeza
- Alexander Windsor (nacido en 1974), hijo del duque y la duquesa de Gloucester
- Davina Lewis (nacida en 1977), hija del duque y la duquesa de Gloucester
- Peter Phillips (nacido en 1977), hijo de Ana del Reino Unido
- Frederick Windsor (nacido en 1979), hijo del príncipe y la princesa Miguel de Kent
- Zara Phillips (nacida en 1981), hija de Ana del Reino Unido y amazona profesional
- Gabriella Windsor (nacida en 1981), hija del príncipe y la princesa Miguel de Kent
- Guillermo de Gales (nacido en 1982), primer hijo de Carlos III del Reino Unido y Diana de Gales
- Teodora de Grecia y Dinamarca (nacida en 1983), hija de Constantino II de Grecia y Ana María de Dinamarca.
- Enrique de Sussex (nacido en 1984), segundo hijo de Carlos III del Reino Unido y Diana de Gales
- Edward Windsor (nacido en 1988), hijo de George Windsor y Sylvana Tomaselli.
- Jorge de Gales (nacido en 2013), primer hijo de Guillermo y Catalina de Gales
- Carlota de Gales (nacida en 2015), segunda hija de Guillermo y Catalina de Gales
- Luis de Gales (nacido en 2018), tercer hijo de Guillermo y Catalina de Gales

Otros nacimientos notables
- Seal (nacido en 1963), músico británico
- Elvis Costello (nacido en 1954), músico británico
- Kiefer Sutherland (nacido en 1966), actor canadiense
- Arthur Wellesley, marqués de Douro (nacido en 1978), hijo del IX duque de Wellington y de Antonia de Prusia
- Michael Page (nacido en 1987), boxeador profesional británico[15]
- Louis Spencer (nacido en 1994), hijo de Charles Spencer, IX conde de Spencer, sobrino de Diana de Gales y primo del duque de Cambridge y del duque de Sussex

### Empleados y alumnos notables
- Arthur Cecil Alport, físico que identificó por primera vez el síndrome de Alport en 1927
- Roger Bannister, primer hombre en la historia capaz de recorrer una milla (1609 metros) en menos de 4 minutos, profesor de neurología
- John Scott Burdon-Sanderson, profesor de medicina en la Universidad de Oxford
- Leonard Colebrook, físico y bacteriólogo que quien, en 1935, demostró que el prontosil era efectivo en contra de la Hemólisis streptococcus de sepsis puerperal
- Alexander Fleming, galardonado con el Premio Nobel por descubrir la penicilina
- John Henry, que hizo trabajos cruciales relativos a los envenenamientos y la sobredosis de drogas
- Rodney Porter, galardonado con el Premio Nobel por su investigación sobre la estructura química de los anticuerpos
- Arthur Porritt, presidente de la British Medical Association y de la Royal College of Surgeons of England
- Bernard Spilsbury, patólogo y pionero de la medicina forense
- Joseph Toynbee, otólogo
- Augustus Desiré Waller, cuya investigación llevó al descubrimiento del electrocardiograma (ECG)
- J. P. R. Williams, jugador de rugby internacional
- Almroth Wright, pionero de la vacunación a través de vacunas autogénicas
- Charles Romley Alder Wright, primera persona en sintetizar la heroína en 1874
- Wu Lien-teh, luchador contra la Plaga en China

## Asociaciones

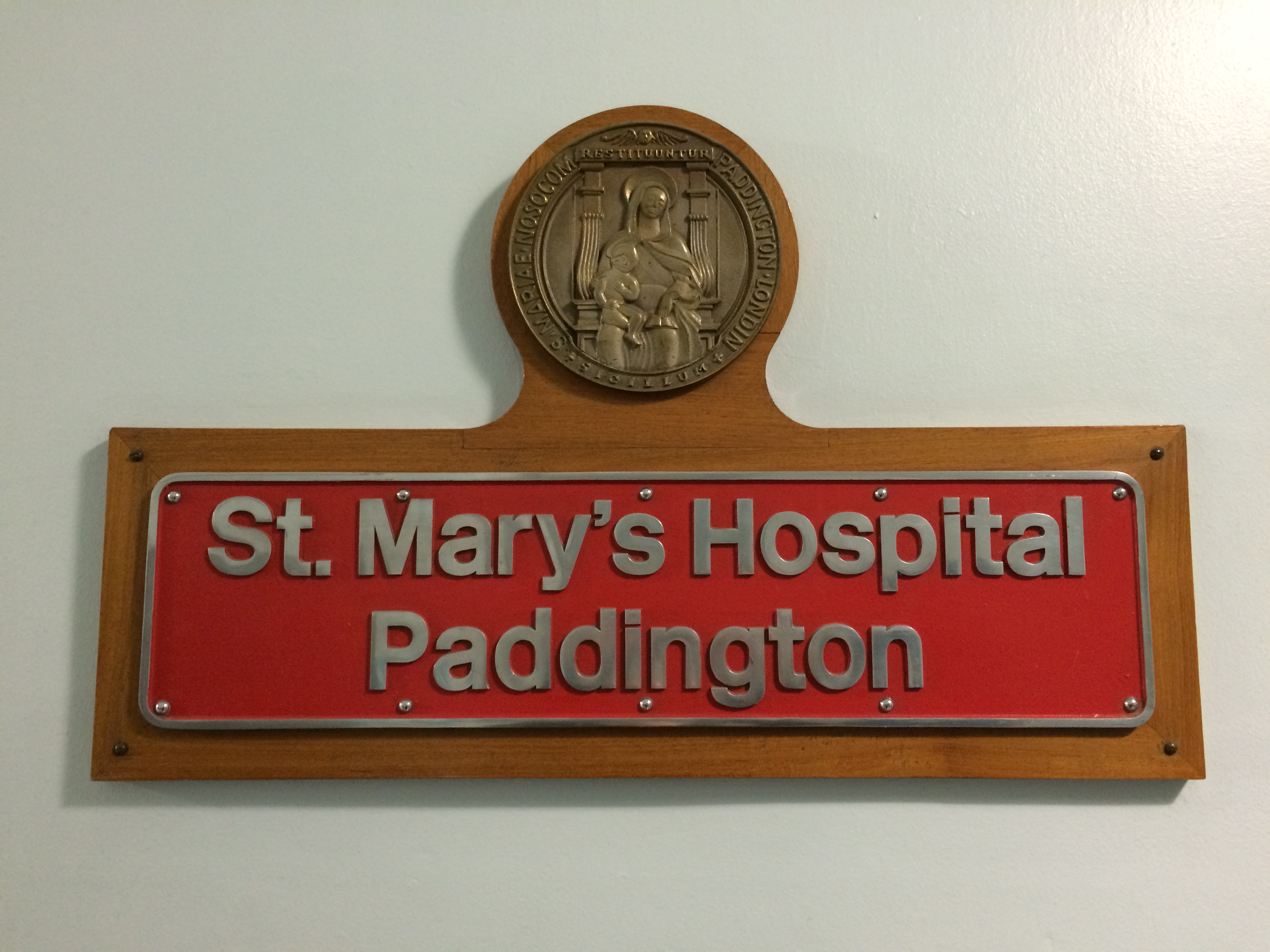
La placa de la locomotora British Rail Clase 43 43142, Hospital de St. Mary's Paddington, ahora se puede ver en el Ala Cambridge (en inglés: Cambridge wing) del hospital de Londres

El Hospital de St. Mary's está localizado al lado de la Estación de Paddington, la principal estación de Great Western Railway y sus sucesores. En celebración por su asociación, una locomotora British Rail Clase 43, fue nombrada Hospital de St. Mary's, Paddington el 4 de noviembre se 1986. La locomotora ha permanecido en servicio, pero debido a cambios de propietario, el nombre ha sido eliminado. Una de las placas fue adquirida por el hospital, y ahora puede verse en el Ala Cambridge.